# Neil Brown

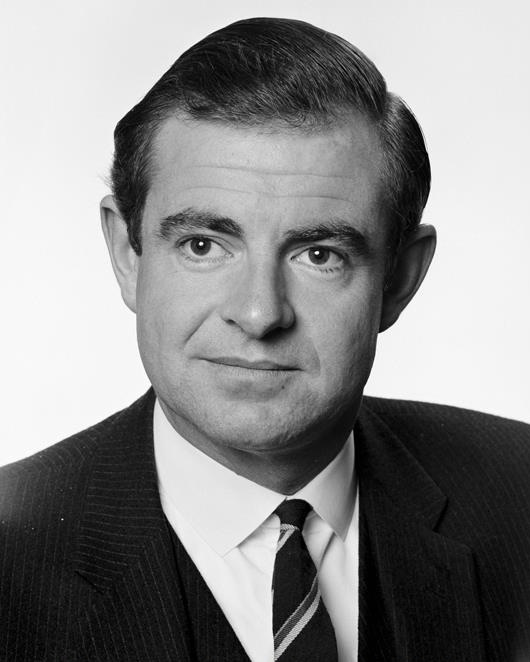
Neil Brown (1970)

Neil Brown (* 22. Februar 1940 in Melbourne) ist ein australischer Autor, Rechtsanwalt und Politiker der Liberal Party of Australia.

## Leben
Brown studierte Rechtswissenschaft an der University of Melbourne und war nach dem Studium als Rechtsanwalt tätig. Von 1969 bis 1972, von 1975 bis 1983 und von 1984 bis 1991 war Brown Abgeordneter im Australischen Repräsentantenhaus. Von 1981 bis 1982 war er als Minister für Arbeit und Jugend tätig, 1982 war er kurzzeitig Minister für Wirtschaft und 1982 bis 1983 Minister für Kommunikation.
Nach seiner politischen Laufbahn als Abgeordneter schrieb er als Autor für das australische Magazin The Spectator.